# Otto Dix
Otto Dix (Gera, 2 december 1891 – Singen, 25 juli 1969) was een Duitse schilder en graficus. Hij liet zich gedurende de periode 1910–1933 inspireren door verschillende kunststromingen, zoals het expressionisme, dadaïsme, nieuwe zakelijkheid en realisme.

## Reactie op de Eerste Wereldoorlog
Dix meldde zich bij het uitbreken van de Eerste Wereldoorlog in augustus 1914 als vrijwilliger bij het Duitse leger, maar na 1918 heeft hij in een aantal monumentale werken zijn afschuw van de oorlog en de gevolgen daarvan onverbiddelijk getoond. Niettemin gaf hij tijdens een interview in de jaren 60 te kennen dat hij die ervaring niet had willen missen.
In de jaren 20 groeide zijn aversie tegen de heersende clichés uit tot een sarcasme, waarmee hij de burgerij op de kast joeg. Hij wilde in zijn werken de wantoestanden in de samenleving aan de kaak stellen en het lelijke tonen, dat de nette burgers liever niet zagen. Tal van thema's waren aan de eigentijdse maatschappelijke situatie ontleend, zoals te zien in schilderijen als Kriegskrüpel (1920), waarin Dix een stoet toonde van zwaar geschonden veteranen die allesbehalve een heroïsche parade van Duitse soldaten vormde. Of in Altes Liebespaar (1923), waarin hij de verlepte naaktheid van een vrijend bejaard stel onverhuld liet zien. Ook zijn voorstellingen van prostituees schokten het publiek door de expliciete weergave van hun fysieke en sociale staat. Met uitzondering van zijn moeder en soms zijn vrouw Martha gaf Dix de vrouw nooit mooi, onschuldig of verleidelijk weer. Bij Otto Dix denkt men dan ook al snel aan met lijken bezaaide slagvelden, verwoeste dorpen, oorlogsinvaliden, en aan bordeelscènes met verlepte hoeren en louche pooiers.
Dix studeerde aan de kunstacademie in Dresden (1919–1921) en sloot zich met onder meer George Grosz bij de nieuwe zakelijkheid aan. Samen met dertig andere kunstenaars exposeerde hij in 1925 in Mannheim tijdens de eerste tentoonstelling van deze nieuwe beweging. Hij werkte enkele jaren in Düsseldorf (1922–1925) en Berlijn (1925–1927), waar hij in zijn schilderijen misstanden in de samenleving probeerde aan te kaarten. In deze periode schilderde hij zijn beroemde portret van Silvia von Harden. Vervolgens keerde hij terug naar Dresden om daar les te geven (1927–1933). In die periode schilderde hij een van zijn topwerken, Großstadt (1927/28), een triptiek die het moderne leven en de keerzijde ervan laat zien.

## Naziperiode
Toen de nazi's in Duitsland in 1933 aan de macht kwamen, werd hem zijn functie aan de Kunstacademie ontnomen, onder andere omdat zijn kunst een bedreiging zou vormen voor de morele staat en de militaristische houding van het Duitse volk. Hij kreeg spoedig ook een tentoonstellingsverbod.
Dix' werken werden tijdens het Derde Rijk bestempeld als Entartete Kunst, omdat ze niet strookten met het arische ideaalbeeld van de NSDAP. Bij de grote tentoonstelling van Entartete Kunst in München (1937), werd ook werk van Dix getoond. In 1937 beval Joseph Goebbels 260 werken te confisqueren. Veel werken werden ter veiling in Luzern aangeboden. Wat men niet wist te verkopen, werd in 1939 in een Berlijnse brandweerkazerne verbrand. Werken als Die Kriegskrüppel en Schützengraben gingen daar in vlammen op, maar een van zijn meest monumentale werken Der Krieg wist hij te redden door het in een molen op te slaan.
Ondanks dit alles bleef hij in Duitsland wonen. Hij verliet Dresden en installeerde zich eerst in Singen en in 1936 in het plaatsje Hemmenhofen bij Gaienhofen aan het Bodenmeer. De keuze om Duitsland niet te verlaten, ondanks zeer beperkte mogelijkheden om als kunstenaar te kunnen werken vanwege het ontbreken van een lidmaatschap van de Reichskulturkammer, wordt Innere Emigration genoemd. Dix stond in deze keuze niet alleen, veel kunstenaars en intellectuelen kozen ervoor. Gedurende al die jaren, ook tijdens de oorlog, zou hij regelmatig een bezoek brengen aan Dresden om vrienden en zijn maîtresse Käthe König te bezoeken.
Dix schilderde tussen 1933-1945 voornamelijk landschappen, waarbij hij inhaakte op de traditie van de romantische schilder Caspar David Friedrich.
Hoewel hij bij voorkeur mensen en steden schilderde, dwongen zijn gedwongen vertrek naar de landelijke Bodensee en de door de nazi's opgelegde beperkingen hem hiertoe.

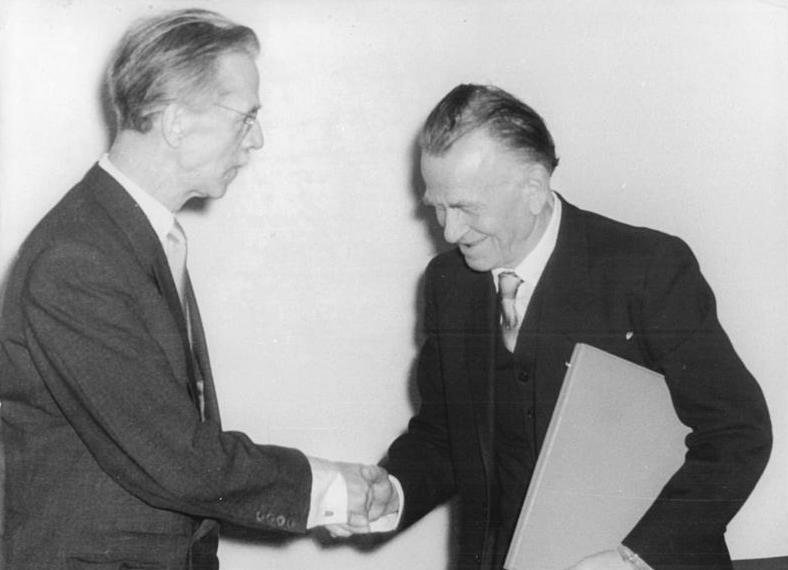
Otto Dix (rechts) met Otto Nagel bij de opening van een tentoonstelling van Dix' werk bij de Akademie der Künste in Berlijn (1957)

Hij hield zich verder koest en maakte schilderijen waar de nazi's geen aanstoot aan konden nemen. In zijn religieuze taferelen, zoals de Verlokkingen van de heilige Antonius, verwees hij echter wel naar het naziregime. In 1945 werd de toen 53-jarige Otto Dix ingelijfd in de Volkssturm. In Frankrijk raakte hij krijgsgevangen en kwam in een kamp met 6000 anderen terecht te Colmar. Toen bekend werd wie hij was, mocht hij als kunstenaar in het kamp werken. In 1946 keerde hij terug naar Hemmenhofen. 
In de naoorlogse jaren bleef Dix een buitenstaander, hij hield zich ver van het in de DDR vigerende Socialistisch realisme en ook van de abstracte kunst die in West-Duitsland overheerste. Wel werd hij in beide landen geëerd met diverse prijzen. In Dresden hield hij een atelier aan, waar hij in contact bleef met zijn vriendin Käthe König.
Dix ontmoette in september 1961 schrijfster en kunstverzamelaarster Ursula Ziebarth in zijn atelier aan het Bodenmeer. Hij was tot aan zijn dood bevriend met haar. Ziebarths herinneringen aan hem werden in 2003 gepubliceerd.
Otto Dix overleed in 1969 aan een hersenbloeding.

## Musea en tentoonstellingen
- Unterlinden, Colmar
- Leopold-Hoesch-Museum, Düren
- Museum Ludwig, Keulen

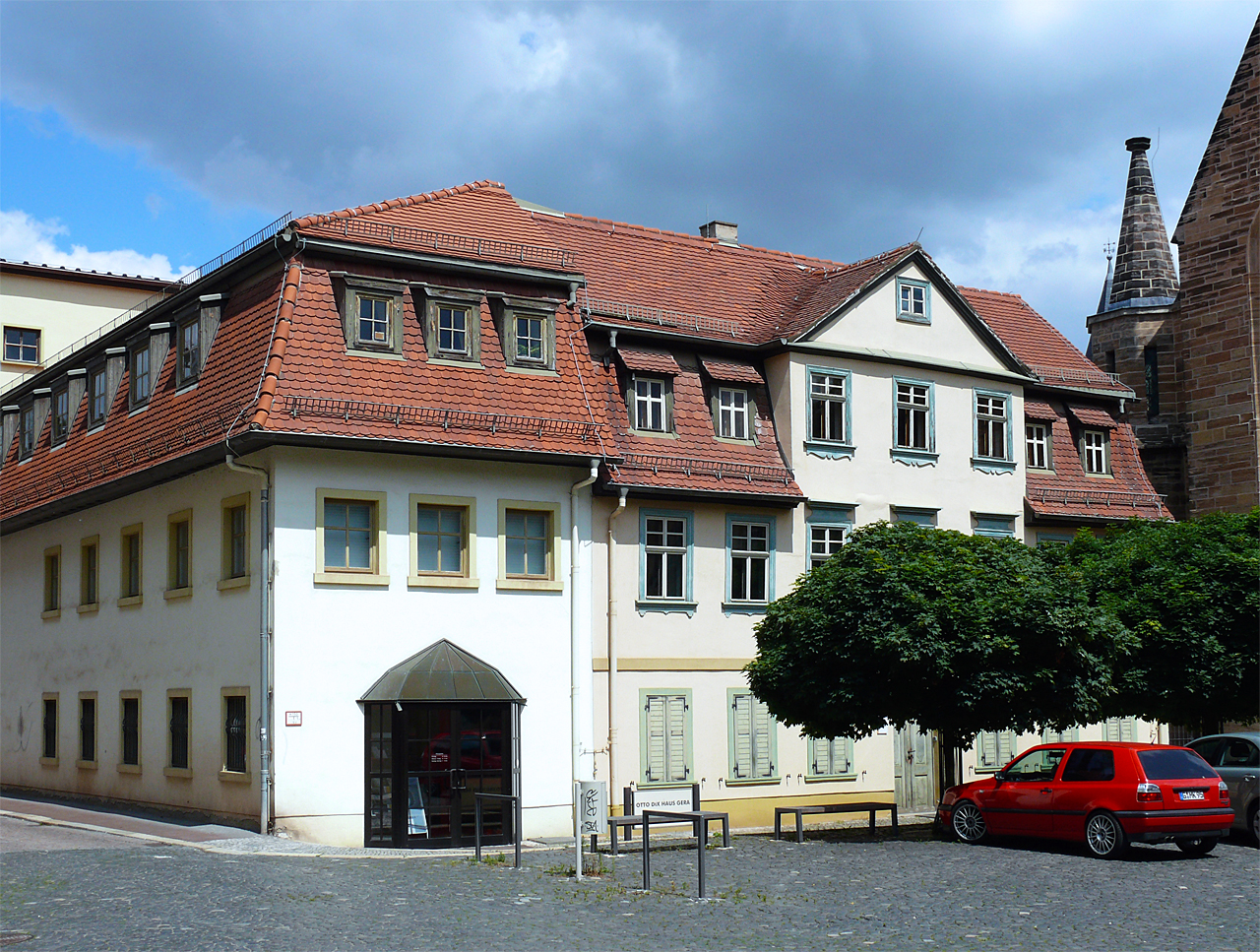
Otto Dix Haus in Gera (foto 2008)

- 2003 Parijs, Centre Pompidou, Otto Dix. Dessins d'une guerre à l'autre
- 2005-2006 Regensburg, Kunstforum Ostdeutsche Galerie, Schaffhausen, Museum zu Allerheiligen, Welt und Sinnlichkeit
- 2010 Montréal, Musée des beaux-arts de Montréal, ROUGE CABARET - Le monde effroyable et beau d'Otto Dix
- 2025 Schaffhausen, Museum zu Allerheiligen, Otto Dix - Adolf Dietrich: Zwei Maler am Bodensee